# ادی بنگتسون
ادی بنگتسون (انگلیسی: Eddy Bengtsson؛ زادهٔ ۳۰ آوریل ۱۹۷۹) ورزشکار هنرهای رزمی ترکیبی و کشتی‌گیر اهل سوئد است. وی از سال ۲۰۰۴ میلادی تاکنون مشغول فعالیت بوده‌است.